# Inxal·lah
Inxal·lah o inxal·là (àrab: إن شاء الله, in xāʾ Allāh) és una expressió àrab que expressa l'esperança que un determinat fet s'esdevindrà. En català es pot traduir per ‘si Déu ho vol’, i els mots en espanyol ojalá i en portuguès oxalá en deriven. És considerada un signe distintiu de la comunitat musulmana. L'expressió és esmentada a l'Alcorà.